# James Tabor
James D. Tabor (Texas, 1946) è uno storico statunitense, accademico ed esegeta, scrittore religioso e ricercatore sulle origini del cristianesimo, coautore di controverse teorie come quella sull'autenticità della tomba di Talpiot come tomba reale di Gesù e della sua famiglia, sul legionario Tiberio Giulio Abdes Pantera come suo padre biologico e sulla veridicità presunta dell'ossario di Giacomo.
Ha partecipato anche alla realizzazione di documentari diretti da Simcha Jacobovici, tra cui La tomba perduta di Gesù (con la produzione di James Cameron) e I misteri del Santo Sepolcro (incentrato su Giuseppe di Arimatea).

## Opere
- Things Unutterable: Paul's Ascent to Paradise in Its Graeco-Roman, Judaic and Early Christian Contexts, 1986, ISBN 0-8191-5643-4 & ISBN 0-8191-5644-2 (basato sulla tesi dottorale di Tabor alla University of Chicago. Selezionato dal Journal of Religion quale uno dei dieci migliori studi accademici su Paolo di Tarso degli anni Ottanta
- A Noble Death: Suicide and Martyrdom Among Christians and Jews in Antiquity (with Arthur J Droge), 1992, ISBN 0-06-062095-1
- Why Waco?: Cults and the Battle for Religious Freedom in America (with Eugene V. Gallagher), 1995, ISBN 0-520-20899-4
- Invitation to the Old Testament (with Celia Brewer Sinclair), 2005, ISBN 0-687-49590-3
- The Jesus Dynasty: A New Historical Investigation of Jesus, His Royal Family, and the Birth of Christianity, Simon & Schuster, 2006, ISBN 0-7432-8723-1 & ISBN 0-00-722058-8
- The Jesus Discovery: The New Archaeological Find That Reveals the Birth of Christianity (with Simcha Jacobovici, Simon & Schuster, 2012, ISBN 978-1-4516-5040-2

### Italiano
- La tomba perduta di Gesù (con Simcha Jacobovici), Piemme, 2013
- La dinastia di Gesù, Piemme, 2009